# Clavulinaceae
Famille
Les Clavulinaceae sont une famille de champignons de l’ordre des Cantharellales. Le type nomenclatural est le genre Clavaria. Leur aspect est donc proche des Clavaires avec des formes de massues et de coraux. Il présente quatre genres et une soixantaine d'espèces. Ces espèces ont des modes de nutrition divers, certaines étant ectomycorhizienes (symbiose avec une espèce végétale), d'autres saprotrophes (dégradation de la pourriture du bois), d'autres lichénisés, et d'autres encore lichénicoles (parasites des lichens).
Il est proposé d'ajouter à cette famille le genre Burgella mais ce n'est pas définitivement fixé.[réf. nécessaire]

## Liste des genres et espèces
Selon Catalogue of Life (29 octobre 2013) :
- genre Clavulicium
- genre Clavulina
- genre Membranomyces
- genre Multiclavula

Selon NCBI (29 octobre 2013) :
- genre Clavulicium
  - Clavulicium delectabile
  - Clavulicium globosum
  - Clavulicium macounii
  - Clavulicium vinososcabens
- genre Clavulina
  - Clavulina amazonensis
  - Clavulina brunneocinerea
  - Clavulina caespitosa
  - Clavulina castaneipes
  - Clavulina cerebriformis
  - Clavulina cinerea
  - Clavulina cinereoglebosa
  - Clavulina cirrhata
  - Clavulina coralloides
  - Clavulina craterelloides
  - Clavulina cristata
  - Clavulina dicymbetorum
  - Clavulina effusa
  - Clavulina griseohumicola
  - Clavulina guyanensis
  - Clavulina humicola
  - Clavulina kunmudlutsa
  - Clavulina monodiminutiva
  - Clavulina nigricans
  - Clavulina ornatipes
  - Clavulina pakaraimensis
  - Clavulina rosiramea
  - Clavulina rugosa
  - Clavulina samuelsii
  - Clavulina sprucei
  - Clavulina subrugosa
  - Clavulina tepurumenga
- genre Membranomyces
  - Membranomyces spurius
- genre Multiclavula
  - Multiclavula corynoides
  - Multiclavula ichthyiformis
  - Multiclavula mucida
  - Multiclavula vernalis